# Вавила (владика Чорногорії)
Вавила (*, д/н — 1520) — митрополит Чорногорії у 1493—1520 роках.

## Життєпис
Про дату народження нічого невідомо. Замолоду потрапив до монастиря. У 1485 року Вавила був вікарієм після смерті митрополита Віссаріона. До цього відноситься перша письмова згадка про Вавилу — у грамоті князя Івана I.
У 1493 році за підтримки Джураджа IV, князя Зети, Вавила обирається митрополитом Чорногорії і Приморським (вперше застосовано посаду), поєднуючи її з посадою архієрея Цетинського монастиря. У 1494 році Вавила благословив ієромонаха Макарія на створення друкарні — першої в Південно-Східній Європі.
У 1496 році після повалення Джураджа IV вплив османів у князівстві було посилено, а 1498 року князівство доєднано до Скутарського санджаку. У 1504 році його вікарієм стає Роман, чим започатковано традицію співволодарювання двох владик. При цьому один займався світськими справами, інший церковними, хоча митрополитом значилася одна особа.
У 1514 році на території Зети утворено Чорногорський санджак. На чолі його був поставлений Станішев Црноєвіч, який прийняв іслам і взяв ім'я Скендер. Чорногорці зневажали Скендер-бігу як зрадника. Єдиною силою, яка об'єднувала розрізнені племена, була православна церква.
Митрополит Вавила став найбільш впливовою особою серед чорногорців. 1516 року він поклав початок періоду існування Чорногорії як теократичної монархії на чолі з владикою (князем-митрополитом).
Помер у 1520 році. Перед тим митрополитом обраном Германа II.